# Campeonato Asiático de Atletismo de 2013 - 100 m masculino
A prova dos 100 metros masculino do Campeonato Asiático de Atletismo de 2013 foi disputada entre os dias 3 e 4 de julho de 2013 no Shree Shiv Chhatrapati Sports Complex em Pune, na Índia. 

## Recordes
Antes desta competição, os recordes mundiais e do campeonato nesta prova eram os seguintes:
|                       | Nome           | Nacionalidade | Tempo | Local  | Data                 |
| --------------------- | -------------- | ------------- | ----- | ------ | -------------------- |
| Recorde mundial       | Usain Bolt     | Jamaica       | 9s 58 | Berlim | 16 de agosto de 2009 |
| Recorde do campeonato | Samuel Francis | Catar         | 9s 99 | Amã    | 26 de julho de 2007  |
| Recorde asiático      | Samuel Francis | Catar         | 9s 99 | Amã    | 26 de julho de 2007  |

## Medalhistas
| Ouro              | Prata                | Bronze                  |
| Su Bingtian (CHN) | Samuel Francis (QAT) | Barakat Al-Harthi (OMA) |

## Cronograma
Todos os horários são locais (UTC+5:30).
| Data       | Hora  | Evento    |
| ---------- | ----- | --------- |
| 3 de julho | 17:00 | Bateria   |
| 4 de julho | 17:00 | Semifinal |
| 4 de julho | 19:15 | Final     |

## Resultados

### Bateria
Qualificação: 3 atletas de cada bateria  (Q) mais os  4 melhores qualificados (q). 
| Posição | Bateria | Atleta                     | Nacionalidade  | Tempo | Notas |
| ------- | ------- | -------------------------- | -------------- | ----- | ----- |
| 1       | 2       | Samuel Francis             | Catar          | 10.17 | Q     |
| 2       | 4       | Su Bingtian                | China          | 10.31 | Q     |
| 3       | 4       | Barakat Al-Harthi          | Omã            | 10.36 | Q     |
| 4       | 2       | Sota Kawatsura             | Japão          | 10.40 | Q     |
| 5       | 1       | Reza Ghasemi               | Irão           | 10.41 | Q     |
| 6       | 3       | Naoki Tsukahara            | Japão          | 10.47 | Q     |
| 7       | 3       | Fahad Al-Subaie            | Arábia Saudita | 10.48 | Q     |
| 8       | 3       | Hassan Taftian             | Irão           | 10.49 | Q     |
| 9       | 1       | Ng Ka Fung                 | Hong Kong      | 10.51 | Q     |
| 10      | 2       | Liaquat Ali                | Paquistão      | 10.53 | Q     |
| 11      | 3       | Tsui Chi Ho                | Hong Kong      | 10.58 | q     |
| 12      | 4       | Aniruddh Gujjar            | Índia          | 10.62 | Q     |
| 13      | 2       | Sapwaturrahman             | Indonésia      | 10.68 | q     |
| 13      | 4       | Eid Abdulla Al-Kuwari      | Catar          | 10.68 | q     |
| 15      | 1       | Ali Al-Doseri              | Bahrein        | 10.72 | Q     |
| 16      | 4       | Mohamed Salman             | Bahrein        | 10.81 | q     |
| 17      | 1       | Kritsada Namsuwan          | Tailândia      | 10.90 |       |
| 18      | 3       | Yang Zi Xian               | Macau          | 10.91 |       |
| 19      | 4       | Pin Wanheab                | Camboja        | 10.93 |       |
| 20      | 2       | Mesbah Ahmmed              | Bangladesh     | 10.99 |       |
| 21      | 2       | Pao Hin Fong               | Macau          | 11.03 |       |
| 22      | 1       | Azneem Ahmed               | Maldivas       | 11.05 |       |
| 23      | 3       | Tilak Ram Tharu            | Nepal          | 11.10 |       |
| 24      | 3       | Massoud Azizi              | Afeganistão    | 11.58 |       |
| 25      | 2       | Myagmar Davaakhuu          | Mongólia       | 11.71 |       |
| 26      | 1       | Mohammad Abu Rayhan Musafa | Bangladesh     | DNF   |       |
| 27      | 1       | Yasir Al-Nashri            | Arábia Saudita | DSQ   |       |
| 27      | 2       | Kim Kuk-young              | Coreia do Sul  | DSQ   |       |
| 27      | 4       | Wachara Sondee             | Tailândia      | DSQ   |       |
| 28      | 1       | Akmyrat Orazgeldiyev       | Turquemenistão | DNS   |       |

### Semifinal
Qualificação: 3 atletas de cada bateria  (Q) mais os  2 melhores qualificados (q).
| Posição | Bateria | Atleta                | Nacionalidade  | Tempo | Notas |
| ------- | ------- | --------------------- | -------------- | ----- | ----- |
| 1       | 2       | Barakat Al-Harthi     | Omã            | 10.27 | Q     |
| 2       | 2       | Samuel Francis        | Catar          | 10.30 | Q     |
| 3       | 2       | Hassan Taftian        | Irão           | 10.32 | Q     |
| 4       | 1       | Su Bingtian           | China          | 10.37 | Q     |
| 5       | 1       | Reza Ghasemi          | Irão           | 10.38 | Q     |
| 6       | 2       | Naoki Tsukahara       | Japão          | 10.44 | q     |
| 7       | 2       | Ng Ka Fung            | Hong Kong      | 10.47 | q     |
| 8       | 1       | Fahad Al-Subaie       | Arábia Saudita | 10.48 | Q     |
| 9       | 1       | Tsui Chi Ho           | Hong Kong      | 10.52 |       |
| 10      | 1       | Aniruddh Gujjar       | Índia          | 10.59 |       |
| 10      | 2       | Ali Al-Doseri         | Bahrein        | 10.59 |       |
| 12      | 2       | Liaquat Ali           | Paquistão      | 10.64 |       |
| 13      | 2       | Sapwaturrahman        | Indonésia      | 10.78 |       |
| 14      | 1       | Mohamed Salman        | Bahrein        | 10.86 |       |
| 15      | 1       | Eid Abdulla Al-Kuwari | Catar          | DSQ   |       |
| 15      | 1       | Sota Kawatsura        | Japão          | DSQ   |       |

### Final
A final da prova ocorreu dia 4 de julho às 19:15.
| Posição           | Atleta            | Nacionalidade  | Tempo | Notas |
| ----------------- | ----------------- | -------------- | ----- | ----- |
| Medalha de ouro   | Su Bingtian       | China          | 10.17 |       |
| Medalha de prata  | Samuel Francis    | Catar          | 10.27 |       |
| Medalha de bronze | Barakat Al-Harthi | Omã            | 10.30 |       |
| 4                 | Reza Ghasemi      | Irão           | 10.37 |       |
| 5                 | Fahad Al-Subaie   | Arábia Saudita | 10.48 |       |
| 6                 | Ng Ka Fung        | Hong Kong      | 10.52 |       |
| 7                 | Naoki Tsukahara   | Japão          | 10.54 |       |
| 8                 | Hassan Taftian    | Irão           | 10.54 |       |

Legenda
| Recorde mundial       | Recorde mundial (World record)               |                       | Recorde africano                      | Recorde africano (African) |                                           | Q | Classificado por posição (Qualified) |
| Recorde do campeonato | Recorde do campeonato (Championship record)  | Recorde da América    | Recorde da América (Americas)         | q                          | Classificado por melhor tempo (Qualified) |   |                                      |
| Melhor marca do ano   | Melhor marca do ano (World leading)          | Recorde asiático      | Recorde asiático (Asian)              | DNS                        | Não largou (Did not start)                |   |                                      |
| Recorde nacional      | Recorde nacional (National record)           | Recorde europeu       | Recorde europeu (European)            | DNF                        | Não terminou (Did not finish)             |   |                                      |
| Recorde pessoal       | Recorde pessoal do atleta (Personal best)    | Recorde da Oceania    | Recorde da Oceania (Oceania)          | DSQ / DQ                   | Desclassificado (Disqualified)            |   |                                      |
| Recorde da temporada  | Recorde da temporada do atleta (Season best) | Recorde sul-americano | Recorde sul-americano (South America) | NM                         | Sem marca (No mark)                       |   |                                      |